# 세종 기룡리 효교비
세종 기룡리 효교비(世宗 起龍里 孝橋碑)는 세종특별자치시 연서면 기룡리에 있는 비(碑)로, 효성이 지극했던 홍씨 집안을 기리기 위해 후손들이 세운 것이다. 
1984년 7월 26일 충청남도의 유형문화재 제108호 효교비로 지정되었다가, 2012년 12월 31일 세종특별자치시의 유형문화재 제2호로 지정되었다.

## 개요
기룡리 마을입구에 자리하고 있는 비로, 효성이 지극했던 홍씨집안을 기리기 위해 후손들이 세운 것이다.
이 마을에는 조선시대 공조참의를 지낸 홍연경의 손자 우구의 후손들이 모여 살았는데 연경의 효성이 지극하였고 그 후손들에게서 5대에 걸쳐 9명의 효자가 나왔다. 이들에 얽힌 한 일화에 의하면 영조 때 연경의 후손인 득후가 상직이라는 양자를 들였다. 상직은 대사헌 벼슬에 있으면서 때때로 대궐에 오지 않는 일이 있었는데, 이를 이상하게 여긴 영조가 그 사연을 묻자 고향의 조상묘에 성묘하느라 오지 못하였다고 하였다. 이에 크게 감동한 왕이 상직의 효성이 지극하다 하여 그의 고향인 마룡동을 효교동이라 고쳐 부르도록 하였다.
비는 네모난 받침돌 위에 비몸을 세우고 지붕돌을 올린 모습이다. 앞면에는 ‘효교(孝橋)’라고 크게 새겼고, 뒷면에는 비문을 적었다. 후손들이 비를 세웠던 장소가 비좁아 1987년 현재의 자리로 옮겨 세웠으며, 1996년 비 옆에 효교각을 세웠다.

## 현지 안내문
이 비(碑)는 조선시대 5대에 걸쳐 9명의 효자가 나온 홍씨 집안의 효행을 기리는 비석으로 1773년(영조 49년)에 건립되었다.
조선시대 공조참의를 지낸 홍연경(洪延慶)은 효성이 지극하였고 그의 후손들에서 5명에 걸쳐 9명의 효자가 배출되었다.
홍연설(洪延卨)은 효행이 특출하여 부모님이 병이 나자 부모의 대변을 맛보아 병을 알아서 약을 쓰는 등 지성으로 부모를 모셨다. 홍상직(洪相直)은 대사간(大司諫)의 벼슬이 있었음에도 수시로 고향의 조상묘에 성묘차 다니기도 하였는데 영조(英祖)는 이러한 효성이 지극하다하여 상직의 본향(本鄕)인 마룡동(馬龍洞)을 효교동(孝橋洞)으로 바꾸어 부르게 하였고 이후 후손들이 이곳에 모여 살면서 이 효행비를 세우게 되었다.

## 참고 자료
- 연서 효교비 - 국가유산청 국가유산포털